# Jólész
Jólész (szlovákul: Jovice) község Szlovákiában, a Kassai kerület Rozsnyói járásában.

## Fekvése
Rozsnyótól 4 km-re délkeletre, a Csermosnya patak partján, 280 m magasságban fekszik.

## Története
A települést 1352-ben „Pacsapataka" néven említi először oklevél. Mai nevén az 1427-ben keltezett adóösszeírásban szerepel először „Jolees" alakban. Ekkor a Bebek családé volt 19 portával. A név valószínűleg a szláv Jov személynév és a les (= erdő) főnév összetétele, de népies magyarázat szerint a jó lesz magyar kifejezésből származik. Birtokosa a Bebek család, akik a 15. században a vlach jog alapján ruszinokat telepítettek ide, akik alig száz év leforgása alatt beleolvadtak a magyar lakosságba. A falut a 16. században több török támadás érte, melyek következtében lakossága megcsappant. 1570-ben például csak 7 lakott és 4 leégett portát számláltak itt össze. Később az Andrássy család birtoka. 1773-ban 22 jobbágy, 11 zsellér és 8 pásztorcsaládja volt.
A 18. század végén Vályi András így ír róla: „JÓLES. vagy Jolesz. Elegyes magyar falu Gömör Várm. földes Ura G. Andrásy Uraság, lakosai katolikusok, fekszik Rozsnyóhoz közel, Kraszna Horka Várallyának filiája, földgyének 1/3 résse középszerű, legelője elég, fája tűzre szűken van, malma, szőleje Torna Vármegyében két órányira, piatzozása Rozsnyón közel."
1828-ban 66 házában 395 lakos élt, akik mezőgazdasággal foglalkoztak.
A 19. század közepén Fényes Elek eképpen írja le: „Jólész, magyar falu, Gömör és Kis-Honth egyesült vgyékben, Rozsnyóhoz délre 3/4 órányira: 246 kath., 149 evangel. lak. Földje, rétje síkon fekszik s termékeny; erdeje nincs. F. u. gr. Andrásy." Archiválva 2007. szeptember 27-i dátummal a Wayback Machine-ben
Borovszky monográfiasorozatának Gömör-Kishont vármegyét tárgyaló része szerint: „Jólész, Rozsnyó közelében fekvő magyar kisközség, 84 házzal és 490, róm. kath., ev. ref. és ág. ev. h. vallású lakossal. Hajdan Krasznahorka vár tartozéka volt és annak sorsában osztozott. 1427-ben Jolees alakban találjuk említve. A Bebek család uradalmának volt a része s idővel azután az Andrássyak birtokába került. Most is ők a birtokosai. A jólészi Chászár család innen veszi az előnevét. A mult század elején ennek a családnak is volt itt birtoka. A községben Nagy Bélának csinos úrilaka van, melyet 1856-ban Tomory János építtetett. Templom nincs a községben. Postája és távírója Krasznahorkaváralja, vasúti állomása Rozsnyó."
1920-ig Gömör-Kishont vármegye Rozsnyói járásához tartozott. 1938 és 1944 között újra Magyarország része.

## Népessége
| Év:            | 1994. | 2004.    | 2014.   | 2024.   |
| -------------- | ----- | -------- | ------- | ------- |
| Emberek száma: | 612   | 695      | 761     | 820     |
| Eltérés:       |       | +13,56 % | +9,49 % | +7,75 % |

| Év:            | 2023. | 2024.   |
| -------------- | ----- | ------- |
| Emberek száma: | 798   | 820     |
| Eltérés:       |       | +2,75 % |

1880-ban 425 lakosából 402 magyar és 4 szlovák anyanyelvű volt.
1890-ben 443 lakosából 422 magyar és 11 szlovák anyanyelvű volt.
1900-ban 490 lakosából 464 magyar és 12 szlovák anyanyelvű volt.
1910-ben 455 lakosából 437 magyar és 3 szlovák anyanyelvű volt.
1921-ben 411 lakosából 408 magyar és 2 csehszlovák volt.
1930-ban 415 lakosából 385 magyar és 10 csehszlovák volt.
1941-ben 523 lakosa mind magyar volt.
1991-ben 622 lakosából 453 magyar és 84 szlovák volt. 
2001-ben 660 lakosából 510 magyar és 134 szlovák.
2011-ben 726 lakosából 546 magyar és 130 szlovák.

## Nevezetességei
- Kastélyát 1856-ban Tomory János építtette, ma romos állapotban áll.
- A község haranglába 1892-ben épült.
- Cházár András szülőháza. Az 1990-es években újították fel, benne emlékszoba.

## Híres emberek
- Itt született 1745. július 2-án jólészi Cházár András ügyvéd, a magyar siketnéma oktatás megteremtője. Szülőházát emléktábla jelöli.
- Itt tanított Ambrus Ferenc (1959) helytörténeti kutató, kultúraszervező, önkormányzati képviselő, lap- és könyvkiadó.

## Képtár

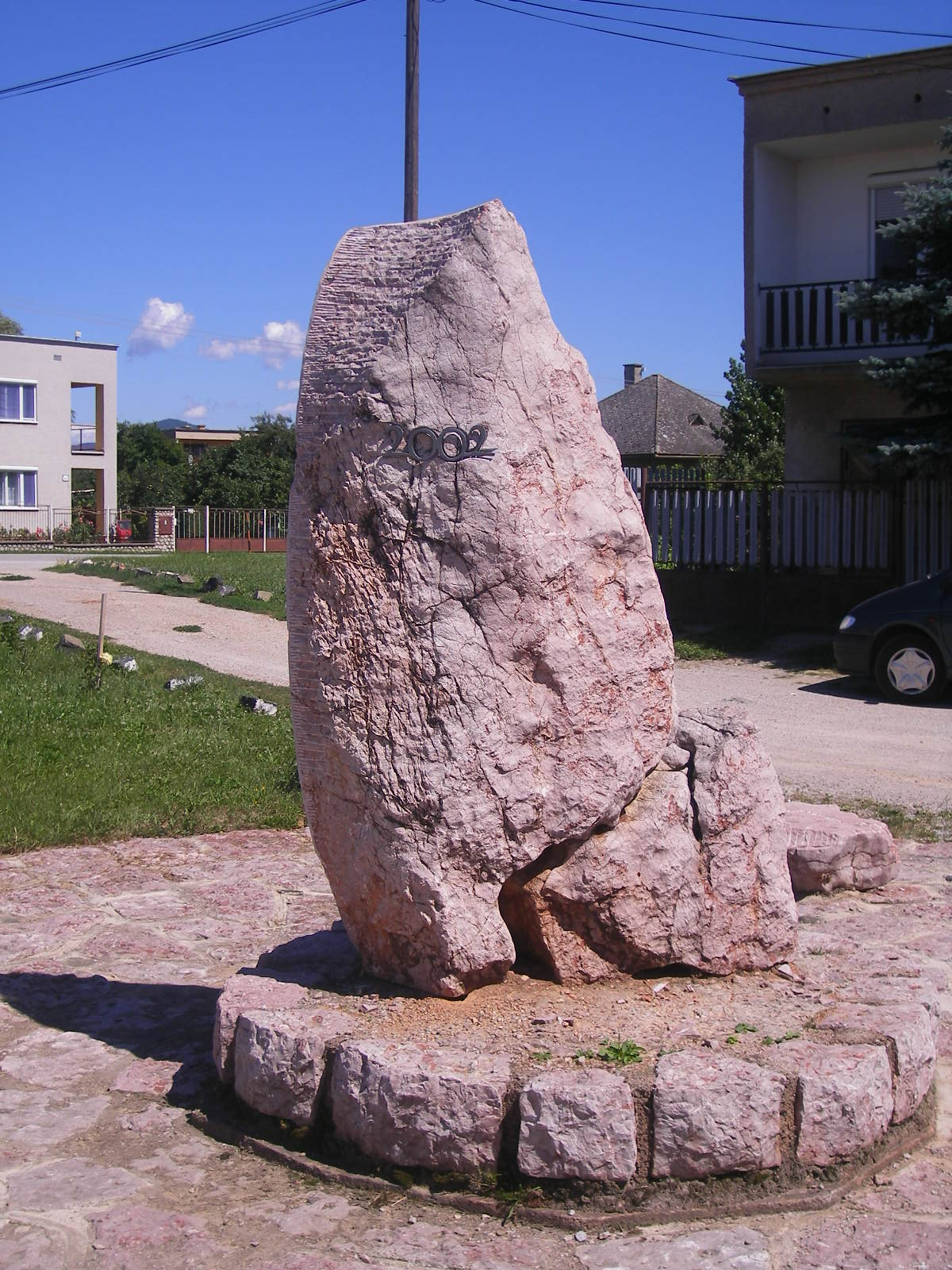
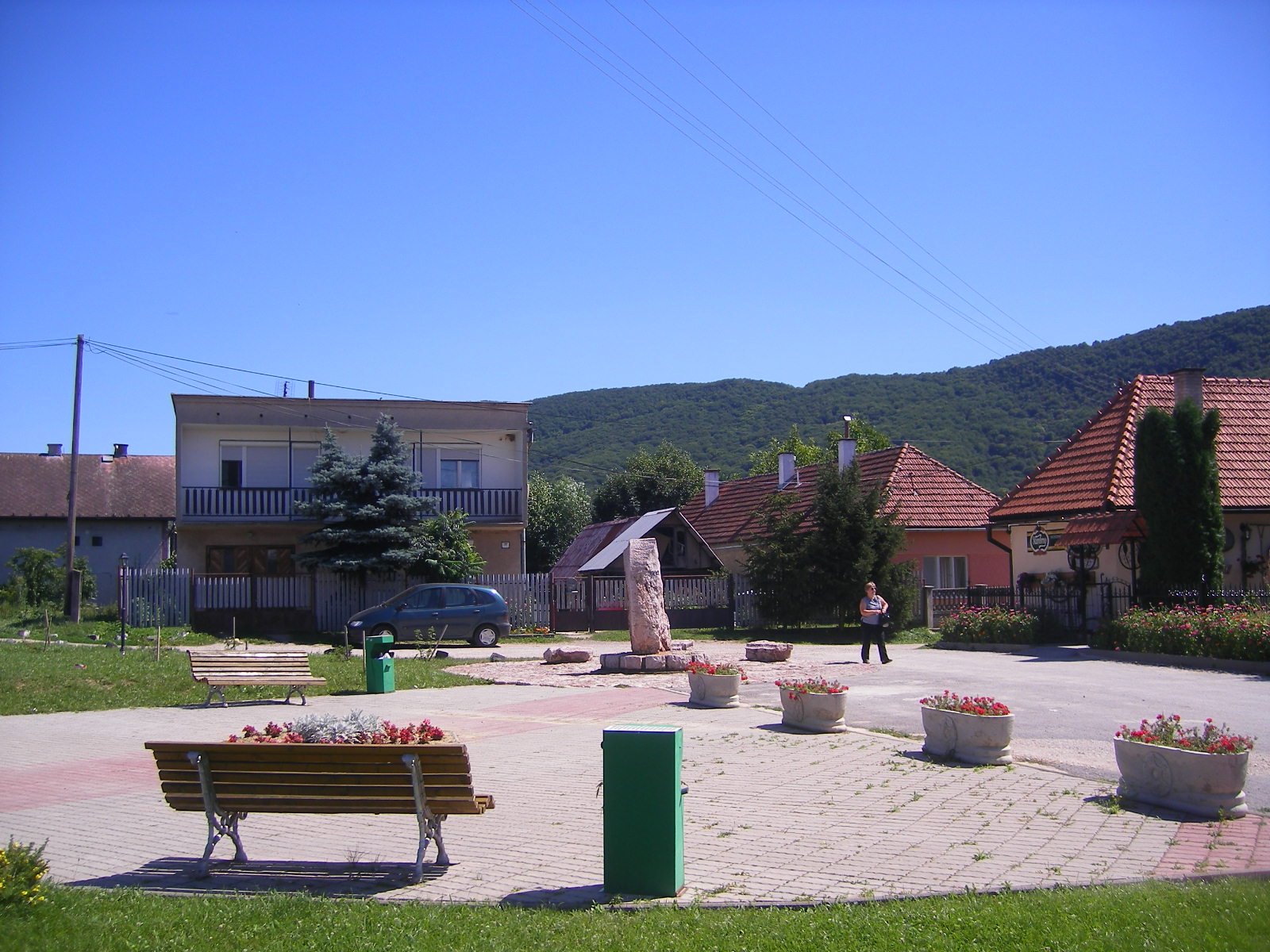
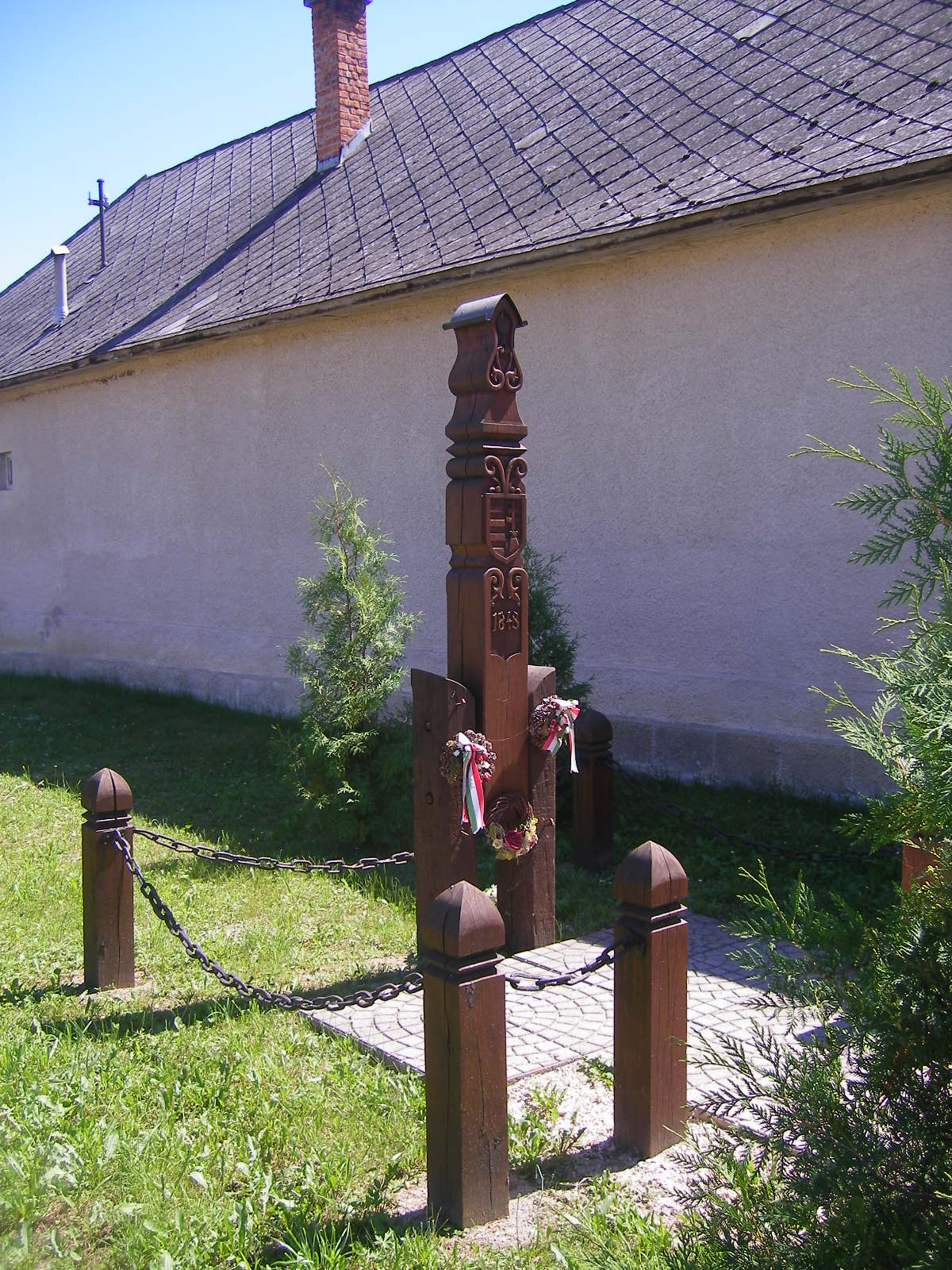
Az 1848-49-es forradalom és szabadságharc emlékműve
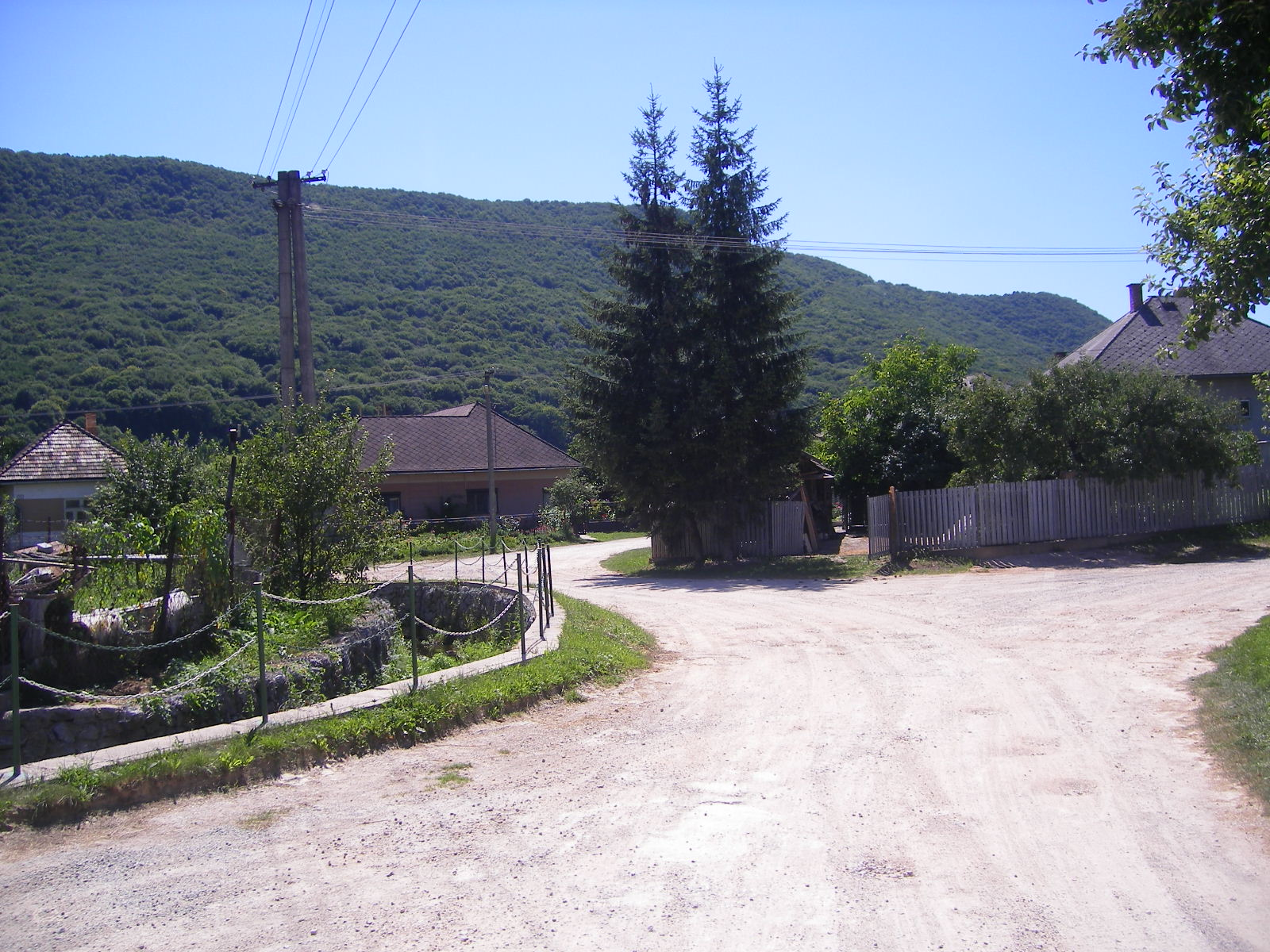
Jólészi utcarészlet
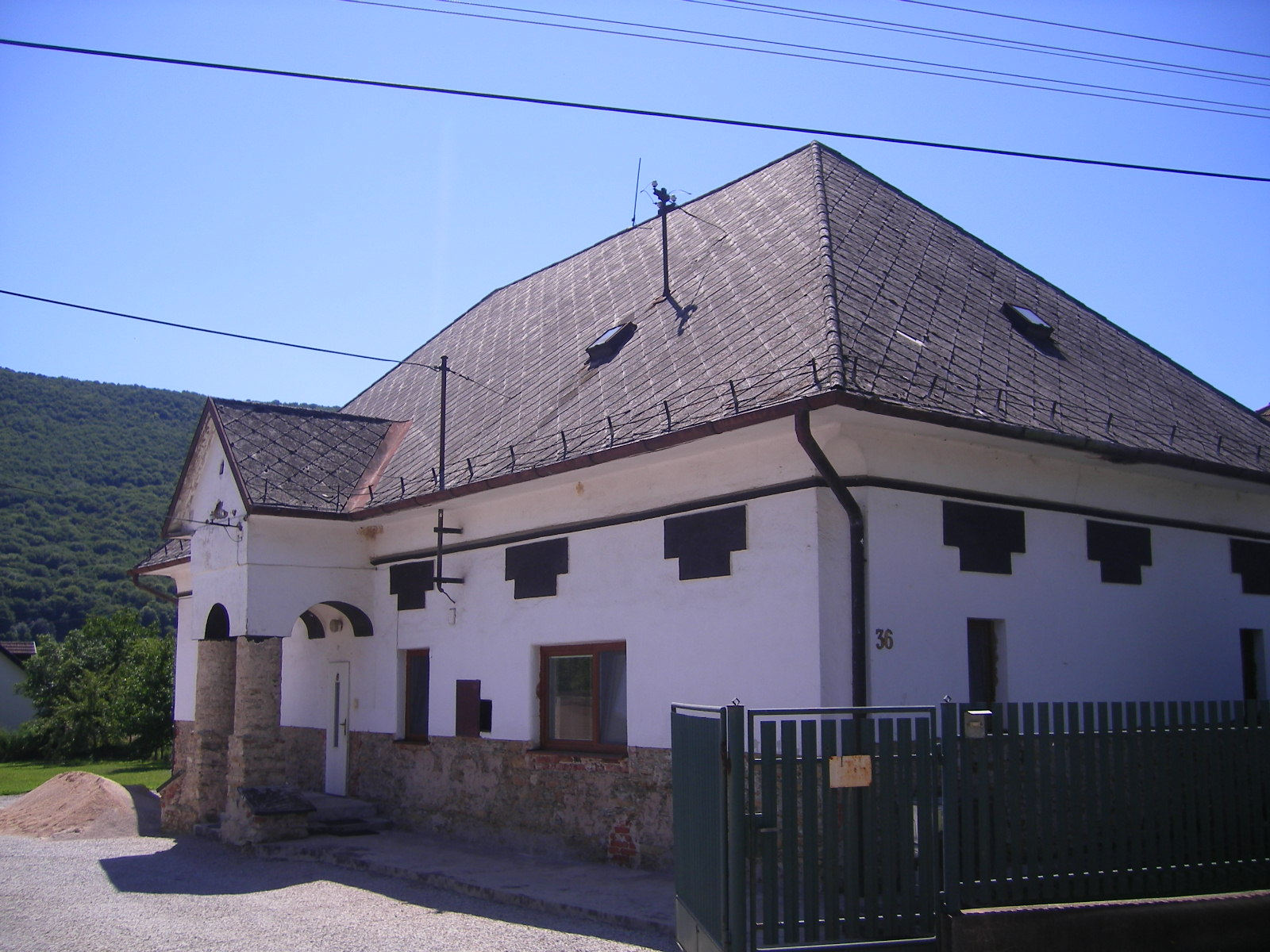
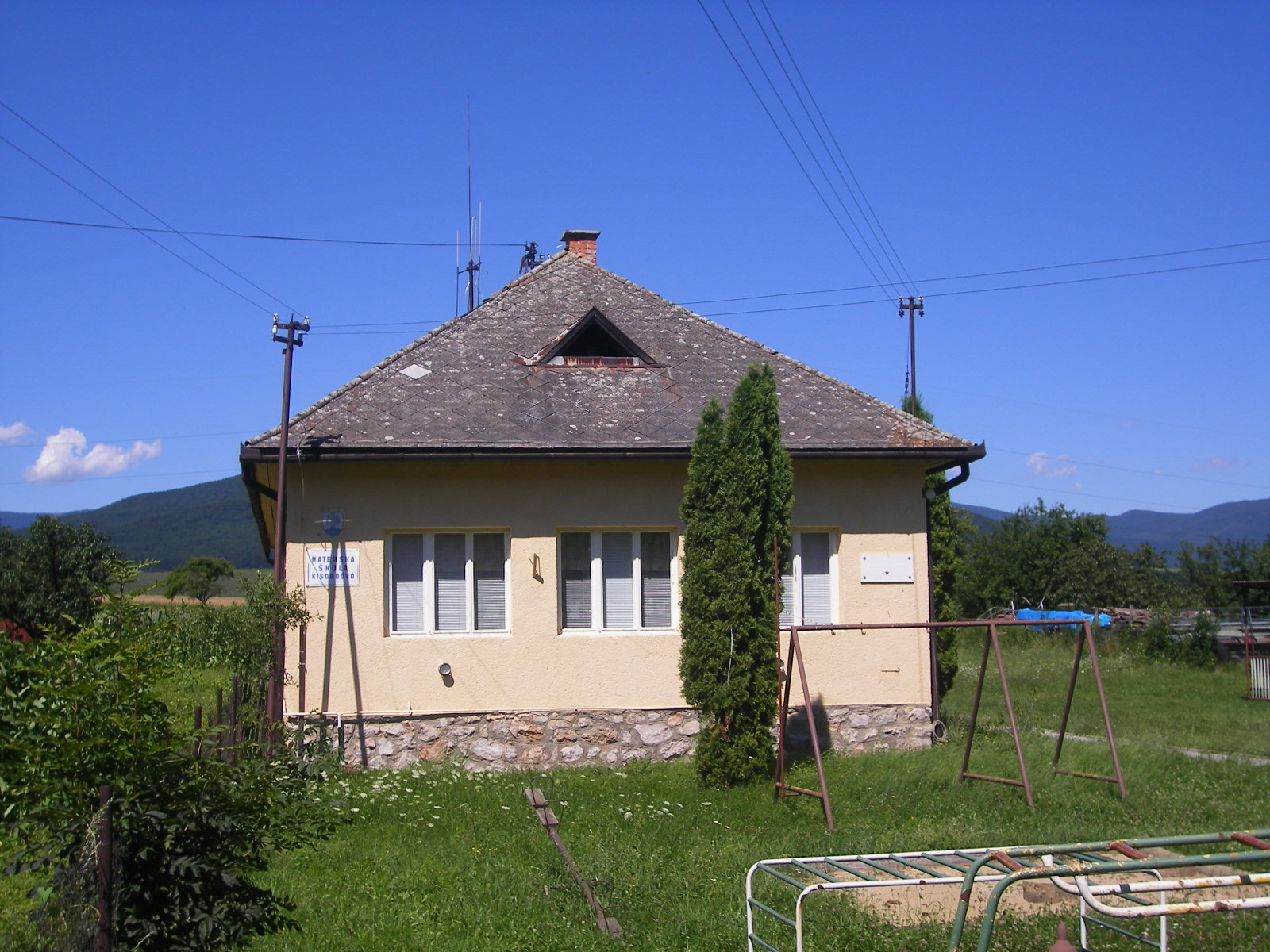
Óvoda
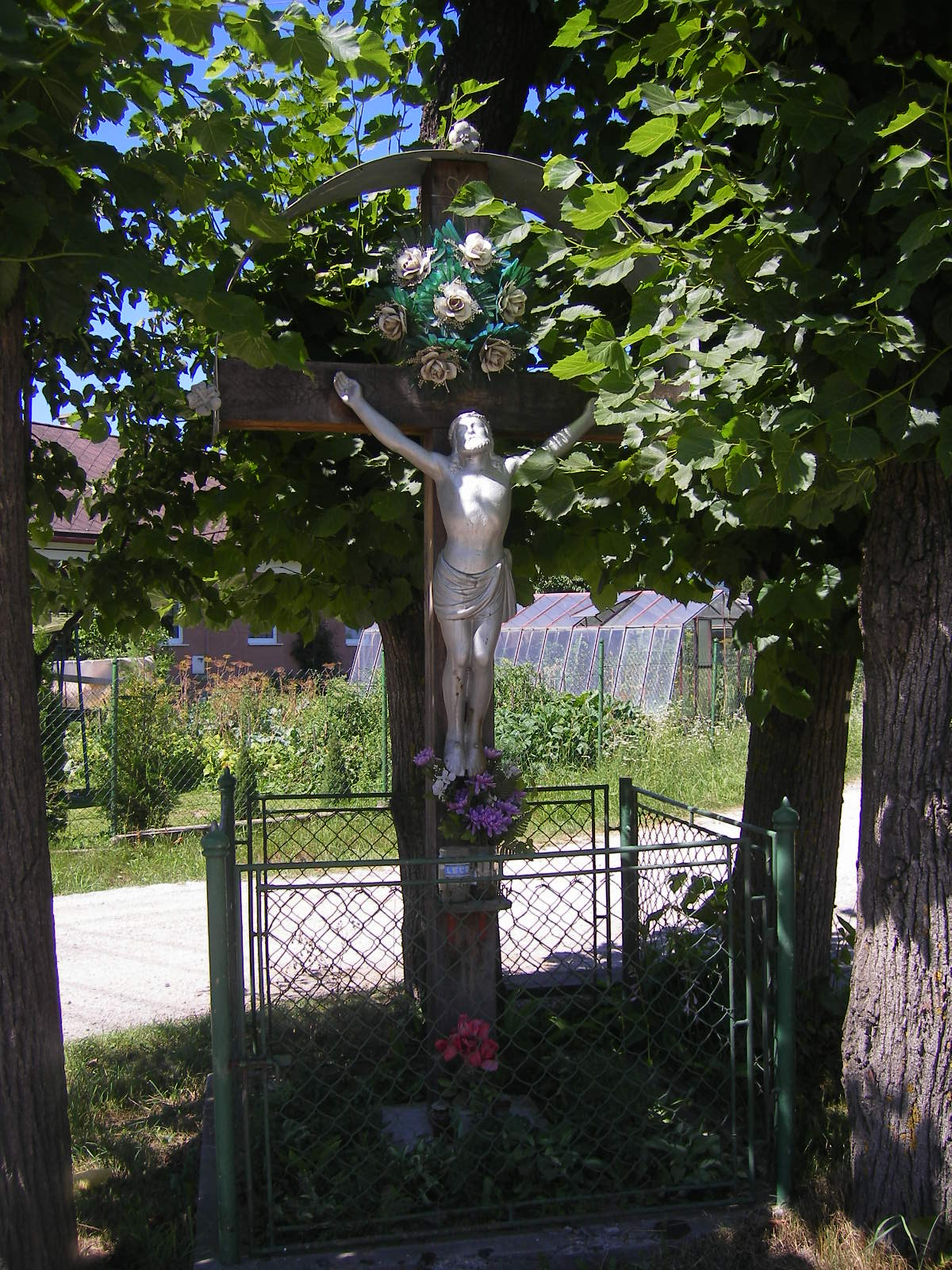
Útmenti feszület
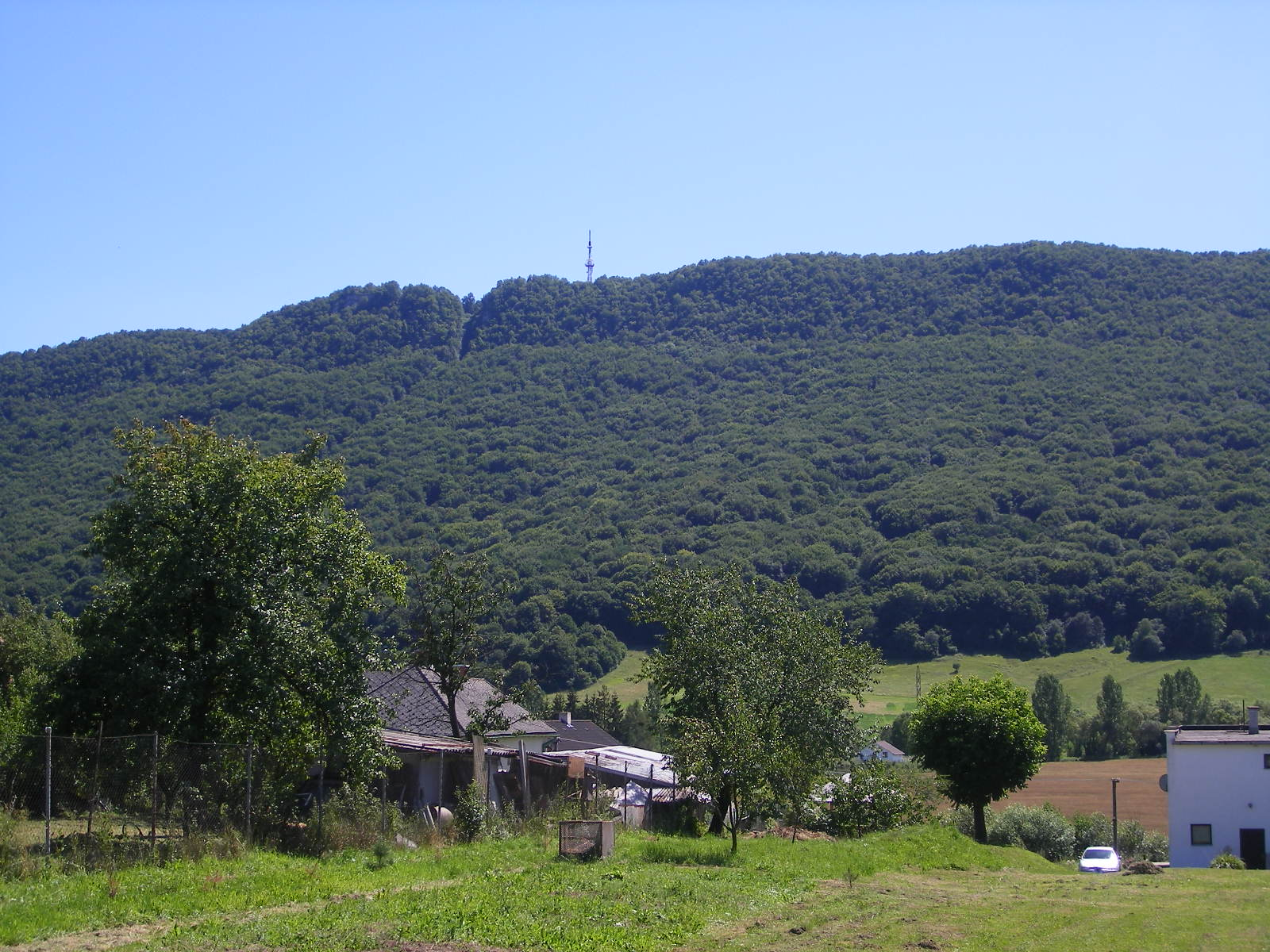
Jólészi részlet, háttérben a Szilicei-fennsík peremével
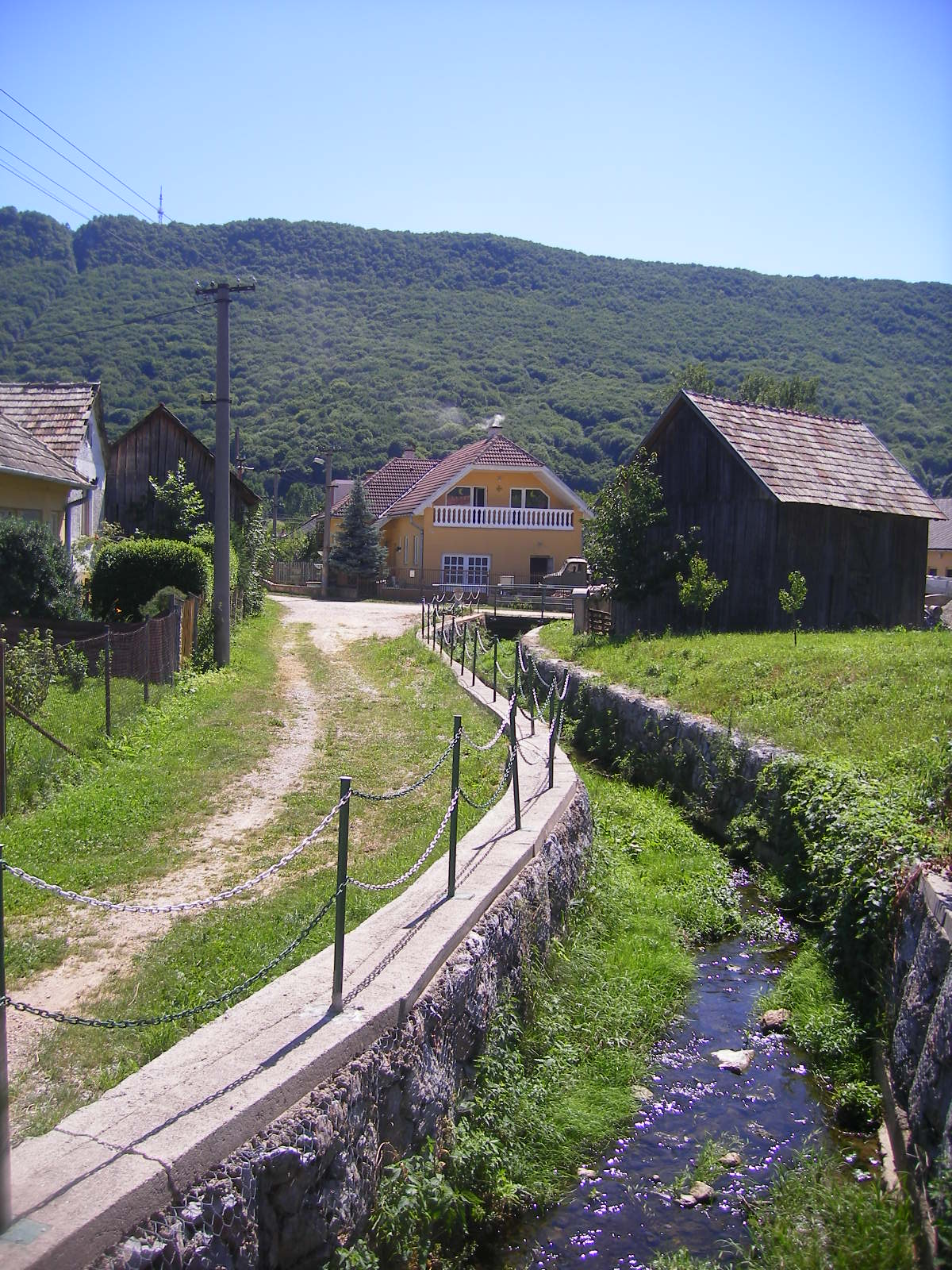
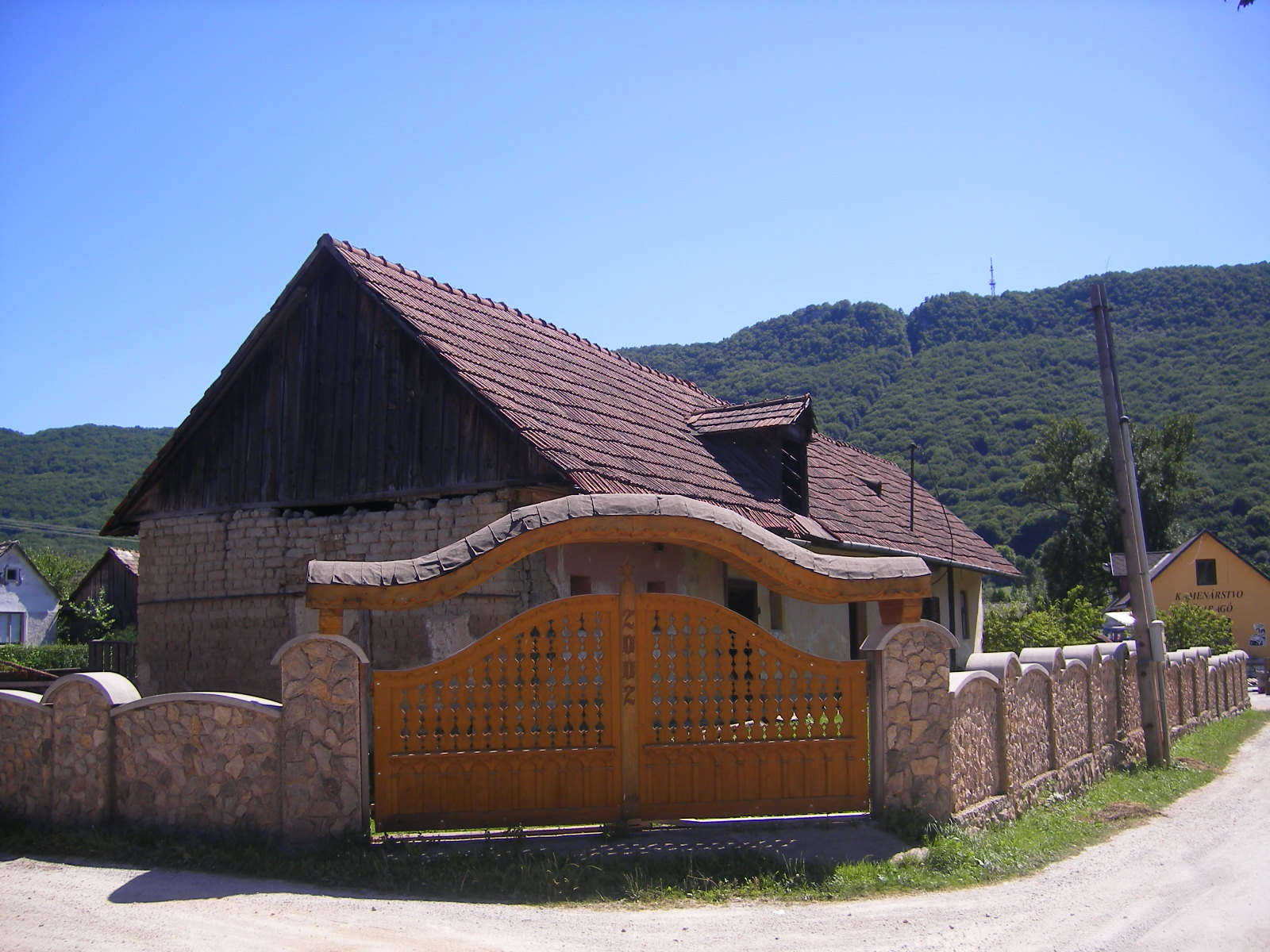